# Amerigo Verardi
Amerigo Verardi (Brindisi, 9 settembre 1965) è un cantautore, musicista e produttore discografico italiano.

## Biografia
Pugliese di origine fonda nei primi anni ottanta gli Allison Run. Dopo il trasferimento a Bologna il gruppo si segnala come alfiere della neopsichedelia italiana e dell'intero movimento underground italiano in ambito rock.
Nel 1988 fonda il progetto parallelo dei The Betty's Blues, autori di un mini-LP. Dopo lo scioglimento degli Allison Run, avvenuto nel 1990, firma con la Cyclope Records, che pubblica nel 1993 il suo esordio da solista Morgan, selezionato tra i migliori album di debutto dell'anno dalla redazione de Il Mucchio Selvaggio.
Il 1995 segna un profondo cambiamento: Verardi fonda i Lula ed abbandona la scrittura dei testi in lingua inglese per l'italiano, e pubblica l'album Da dentro prodotto da Toni Carbone dei Denovo e Jim Wilson. Nel disco partecipa una giovanissima e sconosciuta Carmen Consoli. Dall'album viene realizzato il videoclip di Marilù Darkene, che ha una discreta rotazione televisiva.
Nel 1997 ritorna con un album solista, Cremlino e coca, realizzato in solitudine con attitudine lo-fi con un 4 piste.
I Lula partecipano all'album tributo a Franco Battiato Battiato non Battiato con il brano Caffè de la paix, che ottiene apprezzamenti dal cantautore siciliano sulle pagine dell'inserto musicale Musica. Suonano a Videomusic e vengono trasmessi da Planet Rock della RAI. Nel 1999 esce il secondo ed ultimo album del gruppo, l'omonimo Lula.
Nel 2001 Verardi viene inserito dalla rivista di approfondimento Mucchio Extra tra i principali esponenti del pop "deviato", affiancato ad artisti come Julian Cope e Syd Barrett.
Due anni più tardi ritorna con un nuovo album, Nessuno è innocente (2003), uscito con il progetto musicale Lotus, a cui collaborano importanti esponenti del rock indipendente italiano tra cui Manuel Agnelli, Federico Fiumani, Francesco Bianconi e Giovanni Ferrario. Dall'album viene estratto il singolo Io sono il re, che fa capolino nella Top40 italiana. Il gruppo partecipa ad alcune date del festival itinerante Tora! Tora!.
Nel 1999 affianca la carriera di produttore artistico: Sussidiario illustrato della giovinezza dei Baustelle (in realtà il suo è il nome, l'ultimo di una serie, che viene comunicato a certa stampa amica, e di li in poi ripreso in continuazione: alla registrazione di questo disco prima di lui si sono succeduti ben 7 professionisti differenti e il disco è slittato di anno nell'uscita, a causa di mai chiarite vicissitudini dell'etichetta) e La verità sul tennis dei Virginiana Miller sono le principali produzioni di questo periodo che gli hanno valso il premio MEI dell'anno come "miglior produttore indipendente".
Nel 2007 pubblica il singolo The Dregs of a Nation, a nome The Freex in duo con Silvio Trisciuzzi.
Nel 2008 è produttore di L'audace bianco sporca il resto dei Leitmotiv e l'anno seguente de I Lupi dei Tecnosospiri. Scrive ed interpreta con Marco Ancona (già con i Lotus) Mano nella mano per la compilation Afterhours presentano: Il paese è reale (19 artisti per un paese migliore?).
Nel 2009 pubblica Bootleg! - Oliando la macchina Tour 2009 sempre con Marco Ancona e con Gianluca De Rubertis, che gli vale il premio MEI-PIMI come "miglior autoproduzione dell'anno".
Nel 2010 produce l'album Immagini di repertorio del gruppo musicale La Mela e Newton. L'anno successivo produce l'album Niente addosso dei brindisini Missiva, il secondo album dei Leitmotiv (Psychobabele) e il secondo album della cantautrice Valentina Gravili (La balena nel Tamigi, che vince il premio MEI-PIMI come migliore autoproduzione dell'anno). Nel 2001 aveva prodotto anche il primo album della Gravili, Alle ragazze nulla accade a caso, con cui aveva vinto il Premio Ciampi come miglior esordio dell'anno).
Nel 2012 pubblica assieme a Marco Ancona l'album Il diavolo sta nei dettagli.
Dal 2012 è ideatore, fondatore e direttore artistico insieme a Roberto D'ambrosio (ex leader dei Birdy Hop) del festival/happening musicale YEAHJASI! Brindisi Pop Fest.
Nel 2016 viene dato alle stampe in contemporanea il suo primo libro (una raccolta di scritti per l'editore Brundisium.net), Scherzi.Improvvisi.Notturni e l'album autoprodotto I sogni nelle cassette, una raccolta di demo e inediti estratti dalla sua collezione di audiocassette, registrati tra i 1986 ed il 1996.
Nel dicembre 2016 viene pubblicato su etichetta The Prisoner un nuovo lavoro da solista di Verardi, il doppio cd Hippie Dixit, che viene successivamente pubblicato in triplo vinile da Psychout/MarraCult. 
Nel 2018 viene stampato il singolo di un nuovo brano, "Spiriti di terra", scritto da Verardi e registrato insieme a Hippie Quartet (Isabella Benone, Dino Semeraro, Alessandro Muscillo), la band con cui ha portato in giro per l'Italia il tour di Hippie Dixit. Il brano diviene la colonna sonora della campagna elettorale del movimento civico "Brindisi Bene Comune", di cui Verardi è attivista, e che nel giugno 2018 riesce a far eleggere sindaco di Brindisi il suo candidato Riccardo Rossi.
Nell'ottobre 2020 viene pubblicato da Spittle, a cura di Federico Guglielmi, "Walking on the bridge - opera omnia 1985-1990", cofanetto di tre cd contenente tutti i brani editi ed inediti degli Allison Run.
Nel novembre 2020 viene pubblicato il nuovo singolo "Due foglie", anticipazione dell'album "Un sogno di Maila".
Nel febbraio 2021 viene pubblicato su etichetta The Prisoner (cd) e Psychout/MarraCult (doppio vinile) "Un sogno di Maila", con il contributo di Puglia Sounds (sez. Record). L'album ottiene riconoscimenti unanimi da parte di tutta la stampa specializzata, nonché recensioni lusinghiere e passaggi radiofonici anche in Inghilterra.
Nel maggio 2021 è ospite su RaiRadio1 nella trasmissione "Music Club" di John Vignola.
Nel giugno 2021 Amerigo Verardi viene decretato vincitore del Premio PIMI come miglior artista italiano indipendente dell'anno. Il premio è stato consegnato dal blogger musicale Luca D'Ambrosio che per l'occasione sostituisce il giornalista e critico musicale Federico Guglielmi.
Nell'aprile 2022 viene pubblicato dalla casa editrice ARCANA un volume biografico di oltre 300 pagine sull'intera storia musicale del cantautore brindisino. Il libro, scritto da Raffaele M. Petrino, si intitola "Amerigo Verardi - il ragazzo magico". 
Dal 2023 è Direttore Artistico dell'etichetta indipendente pugliese NOS Records. 
Nel marzo 2024 viene pubblicato da Nos Records / Believe e MarraCult l'album What Tomorrow?, scritto, composto e registrato da Verardi a quattro mani con Matteo D'Astore (in arte Deje), come progetto che prende il nome di "Maverick Persona".  
Nel novembre 2024 viene pubblicato il secondo album (in un anno!) del progetto Maverick Persona, "In the name of", accolto con grande attenzione ed entusiasmo dalla critica sia italiana che europea.

## Discografia

### Album

#### Solista
- 1993 - Morgan (CD Cyclope)
- 1997 - Cremlino e coca (LP Destination X)
- 2016 - I sogni nelle cassette (CD autoprodotto)
- 2016 - Hippie Dixit (2 CD, The Prisoner + 3 LP Psychout/MarraCult)
- 2021 - Un sogno di Maila (CD The Prisoner + 2 LP Psychout/MarraCult)

#### Con Allison Run
- 1987 - All those cats in the kitchen (EP Mantra)
- 1988 - Allison run (EP Vox Pop)
- 1989 - God was completely deaf (LP Mantra)
- 2020 - Walking on the bridge - opera omnia 1985-1990 (CD Spittle)

#### Con i Lula
- 1995 - Da dentro (CD Cyclope)
- 1999 - Lula (CD Baracca&Burattini)

#### Con i Betty's Blues
- 1988 - The Betty's Blues (EP Mantra Records)

#### Con i Lotus
- 2003 - Nessuno è innocente (CD Mescal)

#### Con The Freex
- 2004 - The Dregs of a Nation (CD single EMI)

#### Con Marco Ancona
- 2010 - Bootleg! Oliando la macchina Tour 2009 (CD autoprodotto)
- 2012 - Il diavolo sta nei dettagli (CD Lobello Records)

Con Maverick Persona
- 2024 - What tomorrow? (NOS Records / Believe + CD MarraCult)
- 2024 - In the name of  (NOS Records / Believe + CD MarraCult)

#### Compilation
- 2002 - Fosbury primo salto con il brano "Trasparenti ma non liberi (4 track demo)"
- 2010 - Afterhours presentano: Il paese è reale (19 artisti per un paese migliore?) con il brano Mano nella mano